# Crystal Mines II
Crystal Mines II è un videogioco rompicapo per Atari Lynx pubblicato nel 1992. È il sequel di Crystal Mines per NES.
Il gioco è stato successivamente ripubblicato per Nintendo DS e iOS nel 2010 da Home Entertainment Suppliers, col titolo cambiato in Crystal Mines (da non confondersi con il predecessore). Un sequel, dal titolo Crystal Mines II: Buried Treasure, venne messo in commercio nel 2000 per PC e nel 2003 per Atari Lynx.

## Modalità di gioco
Il gameplay è il medesimo del predecessore: alla guida di un robot il giocatore attraversa delle miniere in cui dovrà trovare e raccogliere una certa quantità di cristalli "Starla" per far comprarire l'uscita e accedere al livello successivo. Il gioco si compone di 150 livelli, sempre più intricati ed estesi man mano che si progredisce, più 31 livelli bonus. Nei remake per Nintendo DS e Apple iOS vengono aggiunti 125 livelli del tutto nuovi, portando quindi il numero dei livelli a 306.